# Nicolai Wilhelm Gedde
Nicolai Wilhelm Gedde (27. december 1779 i Fredrikstad i Norge – 31. maj 1833) var en dansk officer.
Han var søn af generalmajor Hans Christopher Gedde, blev født i Fredriksstad i Norge 27. december 1779 og udnævntes, efter at have stået som kadet i underofficers nummer ved søndenfjældske hvervede Infanteriregiment, til fændrik à la suite ved regimentet 1790. Han blev virkelig fændrik 1791, sekondlieutenant 1796, premierløjtnant 1800 og forsattes 1804 som sådan til Ingeniørkorpset. Efter i 1805 at være udnævnt til virkelig ingeniørkaptajn ansattes han fra 1808 i Trondhjem, og da han forblev i Norge efter sammes adskillelse fra Danmark, udslettedes han af armeens lister 1814, men fik dog 1815 afsked i nåde af dansk tjeneste. I den norske hær avancerede han til ingeniørmajor i 1814 og udnævntes 1818 til oberstløjtnant i Ingeniørkorpset, der samme år erholdt navn af den kgl. norske Ingeniørbrigade.
1820-32 var han medlem (fra 1822 formand) i Hovedmatrikuleringskommissionen. Han udnævntes i 1825 til oberst i Armeen, 1832 til chef for Ingeniørbrigaden og samme år til generalmajor. Han døde 31. maj 1833.
25. februar 1811 blev han gift med Juliane Frederikke Margrethe Kleist (f. 2. december 1781 d. 22. maj 1861), datter af kammerherre Frederik Kleist og Margrethe f. Schubart. Med hende havde han 4 børn.